# Splatter Punk
Splatter Punk (Splatterpunks: Extreme Horror) è una raccolta di racconti dell'orrore del 1990 di autori vari, curata da Paul M. Sammon.
La prima edizione italiana risale al 1995, col titolo Splatter Punk. Extreme horror.

## Elenco dei racconti
- La sera che non andarono all'Horror Show (Night They Missed the Horror Show, 1988), di Joe R. Lansdale
- Macelleria mobile di mezzanotte (The Midnight Meat Train, 1984), di Clive Barker
- Film alle undici (Film at Eleven, 1988), di John Skipp
- Rosso (Red, 1986), di Richard Matheson
- Una vita nel cinema (A Life in the Cinema, 1988), di Mick Garris
- Meno di zombi (Less Than Zombie, 1989), di Douglas E. Winter
- Transiti veloci (Rapid Transit, 1985), di Wayne Sallee
- Mentre lei era fuori (While She Was Out, 1988), di Edward Bryant
- L'uomo della casa della carne (Meathouse Man, 1976), di George R. R. Martin
- Una volta tanto (Reunion Moon, 1990), di Rex Miller
- Il baraccone degli orrori (Freaktent, 1990), di Nancy Collins
- Crucifax autumn capitolo 18 il capitolo censurato (Crucifax Autumn: Chapter 18. The Censored Chapter, 1988), di Ray Garton
- Escrescenze (Goosebumps, 1987), di Richard Matheson
- Addio, oscuro amore (Goodbye, Dark Love, 1986), di Roberta Lannes
- A tutto gas (Full Throttle, 1990), di Philip Nutman
- La città degli angeli (City of Angels, 1990), di J.S. Russell
- Fuorilegge (Outlaws, 1990), di Paul M. Sammon
- Ti sputo in faccia, i film che mordono (I Spit in Your Face: Films That Bite, 1989), di Chas Balun

## Edizioni
- AA.VV., Splatter Punk, a cura di Paul M. Sammon, collana Tascabili Bompiani, Mondadori, 1996,  p. 378, ISBN 88-04-41483-9.